# 梅落
梅落，唐朝赐姓李，作李梅落，9世纪初奚族部落首领。
唐代宗大历之后，奚族朝贡时至。唐德宗贞元四年（788年）七月，奚及室韦攻打振武。贞元十一年（795年）四月，幽州上奏击败奚六万余众。唐德宗时，两次朝献。梅落归附唐朝，为饶乐都督府都督，袭封归诚王。唐宪宗元和元年（806年）二月，梅落赴唐廷朝觐，加银青光禄大夫、检校司空，封饶乐郡王，不久放还蕃国。元和三年（808年），奚首领索低、没辱孤再来朝贡唐朝。元和八年（813年），奚遣使来朝。元和十一年（816年），遣使献名马。